# Escudo de Cardiff
El escudo de la ciudad de Cardiff fue concedido el 26 de agosto de 1906, reinando Eduardo VII del Reino Unido. El 6 de octubre del mismo año fueron aprobados los elementos del timbre y, el 25 de febrero de 1907, los soportes que son los animales, reales o imaginarios, que flanquean el escudo propiamente dicho. El 19 de octubre de 1956 se añadió, repetido sobre los soportes, el antiguo escudo del país de Gales. Estuvo vigente entre 1953 y 2008 pero ha permanecido en las armerías de Cardiff.
Blasonamiento:

En un campo de plata, un dragon rampante de gules, linguado y armado de azur, terrasado de sinople y sosteniendo una bandera de gules cargada de tres tenazas de plata y astada, de oro; el dragón adiestrado de un puerro floreado en sus colores. Por soportes terrasados de oro y dos puerros en sus colores, en la diestra, una cabra rampante en sus colores colletado de oro y portando sobre su hombro la antigua divisa real de Gales, que es un un campo cortado de sinople y plata brochante de un dragón pasante de gules, el todo rodeado de una cinta de plata fileteada de oro y cargada la divisa Y ddraig goch ddyry cychwyn de sínople y timbrado de la corona de San Eduardo. Al timbre un yelmo de perfil en su color sumado de una corona mural en sus colores y adornado de lambrequines de gules y plata; por cimera tres plumas de avestruz, cargada de una rosa de gules y plata, barbada de sinople y botonada de oro, la cimera surmontada una lista de plata cargada de "Deffro Mae'n Ddydd", de sable. Por divisa "Y Ddraig Goch Ddyry Cychwyn", de sable, en una lista de gules.

Consiste en un campo de plata (blanco) con el dragón galés o dragón rojo (Y Ddraig Goch), un dragón de gules, linguado y armado de azur (con lengua y uñas azules). En este escudo  se muestra rampante (erguido) y no en marcha y con la pata derecha delantera casi horizontal, como es habitual. El dragón rojo sostiene una bandera del mismo color con tres tenazas de plata, tenaza es el término con el que se designa en heráldica a los chevrones estrechos. Un chevrón o cabrio es la figura con forma de compás. Los colores de la bandera proceden del blasón de los señores de Glamorgan y Cardiff. El dragón con la bandera se encuentra junto a un puerro en flor, el emblema vegetal de Gales, y terrasado de sinople (sobre un montículo verde).
Los soportes elegidos son, en la diestra (izquierda del espectador), una cabra rampante, colletada de oro (con un collar dorado) y con el antiguo escudo de Gales sobre su hombro. La cabra es un símbolo tradicional de las montañas de Gales. El segundo soporte es un hipocampo, adornado con los mismos elementos que la cabra, que representa la ubicación de la ciudad a orillas del canal de Bristol y la importancia que ha tenido su actividad portuaria. Debajo del escudo propiamente dicho están representados dos puerros cruzados.
En el timbre aparece colocado un yelmo de perfil, adornado con lambrequines de gules y plata y está sumado de una corona mural de oro. La corona mural, de origen romano, es la que suelen emplear las corporaciones municipales como emblema de su poder y autoridad. La cimera es el adorno situado sobre el yelmo que también se muestra en la parte superior de algunos escudos de armas. En este caso la forman tres plumas de avestruz de plata, que es la que utilizan los príncipes de Gales, adornadas con una Rosa Tudor. Este ornamento está surmontado de una lista de plata (debajo de una cinta blanca pero sin llegar a tocarla). En esta lista está escrita la leyenda "Deffro Mae'n Ddydd", en galés: "Despierta, ha llegado el día". 
Escrito en una segunda tira de gules situada en la parte inferior, también se muestra el lema de la ciudad "Y Ddraig Goch Ddyry Cychwyn", con letras de sable (negro) que en español significa: "El dragón rojo mostrará el camino".